# RDS Arena
La Royal Dublin Society Arena (meglio conosciuta come RDS Arena) è uno stadio irlandese di Dublino, nel sobborgo di Ballsbridge.
Lo stadio era stato inizialmente progettato per ospitare gare equestri, tra cui spiccava il Dublin Horse Show, fino al suo acquisto nel 1879 da parte della Royal Dublin Society, che ne avrebbe cambiato il destino. Attualmente è utilizzato principalmente per gare interne del Pro14 (ex Magners League), da parte del Leinster Rugby, ma è stato anche sfruttato per partite di calcio, tennis, incontri di wrestling e concerti.
La sua capienza ammonta a circa 18 500 posti.

## Calcio
La prima partita di calcio fu disputata nell'arena il 30 settembre 1990, quando gli Shamrock Rovers iniziarono a utilizzarlo come campo di casa (fatto che si sarebbe protratto fino all'aprile del 1996). Il primo incontro tra squadre nazionali vide contrapposte la Irlanda e il Galles, il 19 febbraio 1992. L'impianto fu utilizzato per le finali di FAI Cup del 2007 e 2008 durante la costruzione dell'Aviva Stadium. Sempre all'RDS venne disputato il primo turno di Coppa UEFA 2008-2009 tra St Patrick's Athletic Football Club ed Hertha Berlino e il primo turno di Europa League 2009-2010 sempre tra St. Pats' e Steaua Bucarest.

## Rugby
Lo stadio fu utilizzato per la prima volta per un match di rugby nell'ottobre 2005, in occasione della partita tra Leinster Rugby e Cardiff Blues, vinta dagli irlandesi per 34-15. Altre quattro partite sarebbero state giocate sullo stesso campo nella medesima stagione. La stagione 2007/2008 fu la prima in cui l'impianto ospitò in pianta stabile le partite casalinghe del Leinster, in seguito alla sottoscrizione di un contratto ventennale, reso obbligatorio dal fatto che oramai Donnybrook non rispettava più i minimi parametri richiesti. Nei medesimi anni lo stadio fu migliorato grazie alla realizzazione di nuove tribune e all'aggiunta di un impianto illuminante all'avanguardia.
L'RDS Arena è un vero e proprio talismano per i padroni di casa dal momento che sinora vi hanno perso solo due volte: col Bath Rugby e con gli Scarlets.
All'inizio della stagione 2008/2009, che si sarebbe rivelata trionfale per il Leinster, terminando con la vittoria dell'Heineken Cup a Edimburgo a discapito dei Leicester Tigers, fu costruito un tetto sulla GrandStand. Durante il corso di tale manifestazione europea, sul campo di Dublino furono battuti le seguenti franchigie: London Wasps, Edinburgh Rugby e Castres Olympique.
Il 21 novembre 2009, stanti i lavori in corso per la ricostruzione del Lansdowne Road, si è disputato il primo "test match" internazionale, tra le nazionali di Irlanda e Figi
Lo stadio ha anche ospitato le finali Pro12 2010, 2012, 2013 e 2014.
Il 17 maggio 2013 ha ospitato la finale di Amlin Challange Cup tra Leinster e Stade Français. Per l'occasione vi è stata un'affluenza record di 20.343 spettatori.

## Tennis
Nel 1983, la squadra irlandese di Coppa Davis sfidò gli Stati Uniti proprio sui campi dell'RDS.

## Concerti
Tantissimi concerti si sono svolti su questo campo. Tra i gruppi o cantanti che vi si sono esibiti si annoverano: U2, Bon Jovi, Metallica, Boyzone, McFly, Fall Out Boy, Shania Twain, Avril Lavigne, Michael Jackson, Guns N' Roses, Dolly Parton, Shirley Bassey, Gwen Stefani, Rod Stewart, Tina Turner, Britney Spears, Queen, George Michael, Justin Timberlake, Kanye West, Rihanna, Pink (cantante) e Paul McCartney.
Bruce Springsteen vi si è esibito ben 6 volte.

## Wrestling
L'impianto è stato teatro di incontri della WWE tra campioni vari come Kurt Angle, Eddie Guerrero, Rey Mysterio, John Cena e Steve Austin.